# Беловска базилика
Беловската базилика „Възнесение Господне“ или „Свети Спас“ е ранносредновековна базилика, разположена близо до град Белово, Пазарджишка област, България. Запазила се е до XVII век, когато е разрушена от османците при потурчването на българите от чепинските села. 

## Местоположение
Базиликата се намира в местността Свети Спас (Спасовица) сред красивите северозападни склонове на Родопа планина, на 10 километра южно от град Белово и на около 1,5 km южно от село Голямо Белово, Пазарджишка област. До базиликата се стига от град Белово по труднопроходим за автомобили, горски, неасфалтиран път.

## История
Датировката на сградата се отнася към края на V в. Базиликата е най-запазената част от разрушения късноантичен и средновековен укрепен град Левке (Левки), разположен на площ от 80 декара. Била е катедрала на Левкийската епархия. В епархийските списъци е споменат епархийски център Левки (на гръцки: ό Λεύκης), чиято епархия е подчинена на Филипополската митрополия.
Първият известен епископ е Симеон Левкийски, който участва в Константинополския църковен събор (879 г.), на който е реабилитиран патриарх Фотий при второто му патриаршестване.
През средновековието около раннохристиянския храм възниква манастир, известен днес като Голямобеловски манастир, който в XVII в. е разрушен от турците при помохамеданчването на българите от Чепинското корито. Тогава е срината и базиликата. Мястото се почита и днес, и затова до базиликата е изградена черква, която макар и да е доста отдалечена от околните села, е много посещавана.
Крепостта и базиликата са описани от видни наши възрожденци, сред които Петко Славейков и Стефан Захариев.
Край базиликата в 1999 година е построена малка, еднокорабна, едноапсидна кръстовидна черква.

## Архитектура
Това е един огромен археологически комплекс от късната Античност и Ранното средновековие в края на V – VI век. Първите исторически сведения за крепостта и базиликата са от именития български патриот пазарджиклията Стефан Захариев в неговото описание за Татар пазарджишката кааза, последвана от описанията на Петко Рачов Славейков и други видни български възрожденци. През 1915 година българският учен Петър Мутафчиев прави първото научно описание на базиликата, а през 1924 година са проведени и първите археологически разкопки финансирани от американския милионер Уилям Уитмор и реализирани от археолога Андрей Грабар.
Базиликата е трикорабна, триапсидна, със синтрон, триделен нартекс, триконхален баптистерий. Има данни, че над сценичните кораби и притвора е била разположена емпория, според други изследователи емпория е имало само над притвора. Ясно е само, че като цяло градежът на базиликата в основите е от средно голям ломен камък, а стените са изградени от квадратни тухли споени с червен хоросан. Базиликата в местността „Свети Спас“ датира от VI век от новата ера. Според изследванията на професор Петър Мутафчиев именно в град Белово е съществувала изчезналата, но все още споменавана Левкийска епархия. Всички данни говорят, че средният кораб е бил по-висок от страничните кораби, а триконхалният баптистерий е запазен само в основата си. През 1994 година базиликата е консервирана и частично реставрирана. Изградени са арките в преддверието, а подовото покритие насипано с чакъл и по този начин базиликата е отворена и годна за туристически посещения и като цяло е запазена напред във времето.

## Галерия
- Базиликата от запад
- Арки
- Руините на Левке